# Hệ thống Bretton Woods
Hội nghị Bretton Woods diễn ra ở Bretton Woods (New Hamshire, Hoa Kỳ) năm 1944, thống nhất mức tỷ giá cố định cho các đồng tiền chính và cho phép ngân hàng trung ương được can thiệp vào thị trường tiền tệ. Chế độ Bretton Woods quy định một ounce vàng có giá 35 đôla Mỹ. Hệ thống Bretton Woods kéo dài từ năm 1944 đến năm 1971.

## Quá trình hoạt động
Sau Chiến tranh thế giới thứ nhất, các quốc gia đã cố gắng phục hồi lại hệ thống bản vị vàng nhưng nó đã sụp đổ hoàn toàn trong cuộc Đại khủng hoảng của những năm 1930. Trong hoàn cảnh đó, 730 đại biểu đến từ 44 quốc gia đã gặp nhau tại Bretton Woods, New Hampshire, năm 1944 để để xây dựng hệ thống tài chính thế giới sau chiến tranh, tránh nguy cơ tái diễn khủng hoảng kinh tế. Tại đây, các nước đã thống nhất thành lập ra một hệ thống tài chính được gọi là Bretton Woods - bao gồm Quỹ Tiền tệ Quốc tế (IMF), Ngân hàng Thế giới (WB) và chế độ tỷ giá hối đoái cố định được xây dựng quanh đồng đôla Mỹ gắn với vàng. Do tại thời điểm đó Hoa Kỳ chiếm hơn một nửa tiềm năng sản xuất của thế giới và giữ gần như toàn bộ lượng vàng của thế giới nên các nhà lãnh đạo quyết định gắn các đồng tiền thế giới với đồng đôla, đồng tiền mà tiếp sau đó được họ đồng ý đổi ra vàng ở mức 35 USD một ounce.
Dưới hệ thống Bretton Woods, các ngân hàng trung ương của các nước trừ Hoa Kỳ phải có nhiệm vụ duy trì tỷ giá hối đoái cố định giữa các đồng tiền của họ với đồng đôla. Họ làm điều này bằng việc can thiệp vào các thị trường ngoại hối. Nếu đồng tiền của một nước quá cao so với đồng đôla thì ngân hàng trung ương của nước đó cần phải bán tiền của mình để đổi lấy đôla, đẩy giá trị của đồng tiền đó xuống. Ngược lại, nếu giá trị đồng tiền của một nước quá thấp thì nước đó cần phải mua vào tiền của chính mình, do vậy sẽ đẩy giá của đồng tiền đó lên.

## Tan vỡ
Hệ thống Bretton Woods đã kéo dài cho tới năm 1971. Tại thời điểm đó, lạm phát và thâm hụt thương mại của Hoa Kỳ gia tăng đã làm suy giảm giá trị đồng đôla. Người Hoa Kỳ cố thuyết phục Tây Đức và Nhật Bản, là hai nước đều có cán cân thanh toán thuận lợi, tăng giá trị các đồng tiền của họ. Nhưng các quốc gia này miễn cưỡng chấp nhận bước đi này, vì việc tăng giá trị đồng tiền của họ sẽ làm tăng giá hàng hóa của các nước đó và gây tổn hại đến xuất khẩu của họ. Cuối cùng, Hoa Kỳ đã bỏ giá trị cố định của đồng đôla và cho phép nó được thả nổi - tức là cho dao động đối với các đồng tiền khác. Đồng đôla ngay lập tức hạ giá. Các nhà lãnh đạo thế giới tìm cách khôi phục lại hệ thống Bretton Woods bằng một hiệp định có tên gọi Hiệp định Smithson năm 1971, nhưng cố gắng này đã thất bại. Năm 1973, Hoa Kỳ và các quốc gia khác đã chấp thuận cho phép tỷ giá hối đoái thả nổi.
Vào năm 1971, Hoa Kỳ rút khỏi Chế độ tiền tệ Bretton Woods. Lý do là hệ thống Bretton Woods đã giới hạn hoạt động chi tiêu của Hoa Kỳ và thế giới do lượng vàng sở hữu là có hạn trong khi nhu cầu sử dụng tiền lại lớn hơn rất nhiều. Việc Hoa Kỳ in tiền phục vụ cho việc tài trợ cho Chiến tranh Việt Nam hoặc viện trợ cho các nước khác đã khiến đôla mất giá và tăng lạm phát. Để xóa bỏ sự bất hợp lý trên, vào tháng 8 năm 1971 Tổng thống Hoa Kỳ Nixon đã phải rút hẳn khỏi hệ thống Bretton Woods và tiến hành thả nổi đồng tiền.